# HAG Modelleisenbahnen

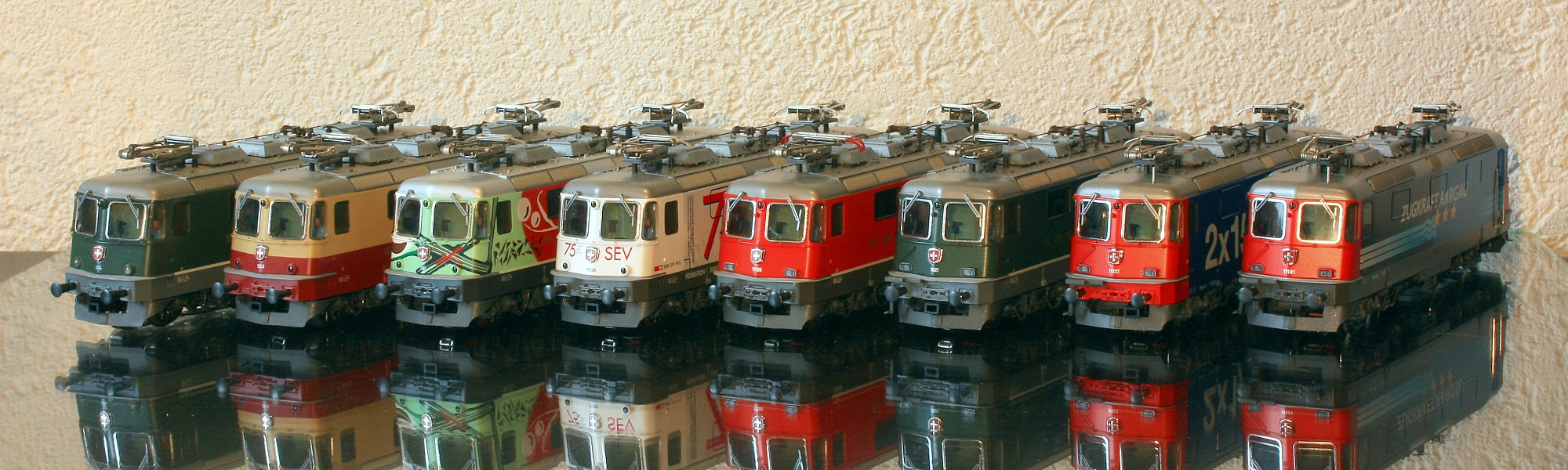
SBB Re 4/4 II

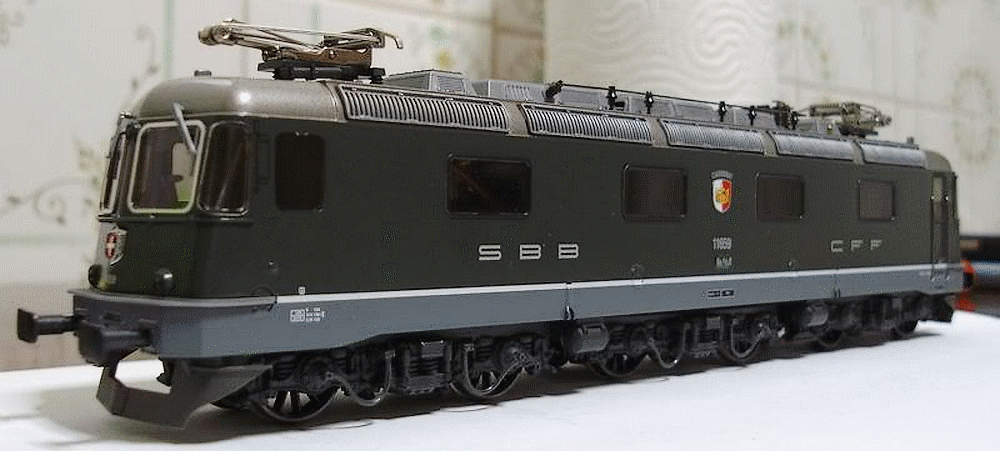
SBB Re 6/6 11669

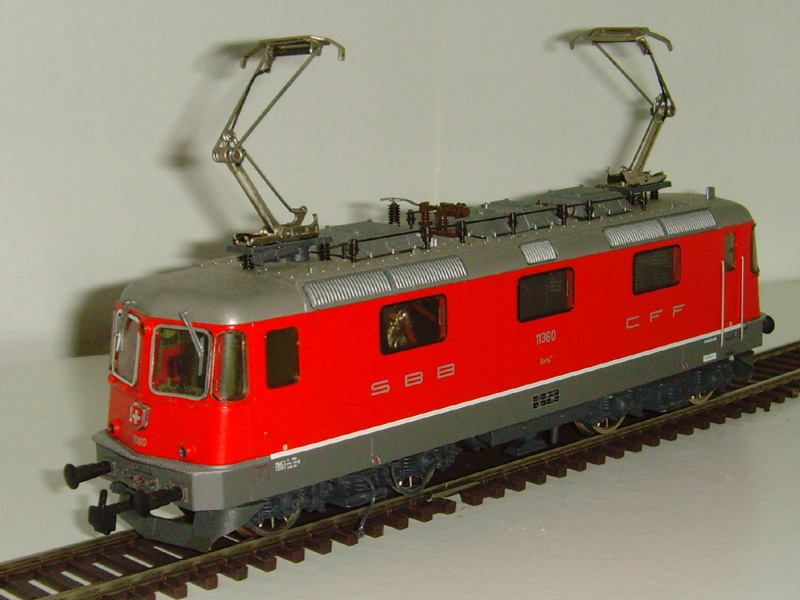
SBB Re 4/4 II 11360

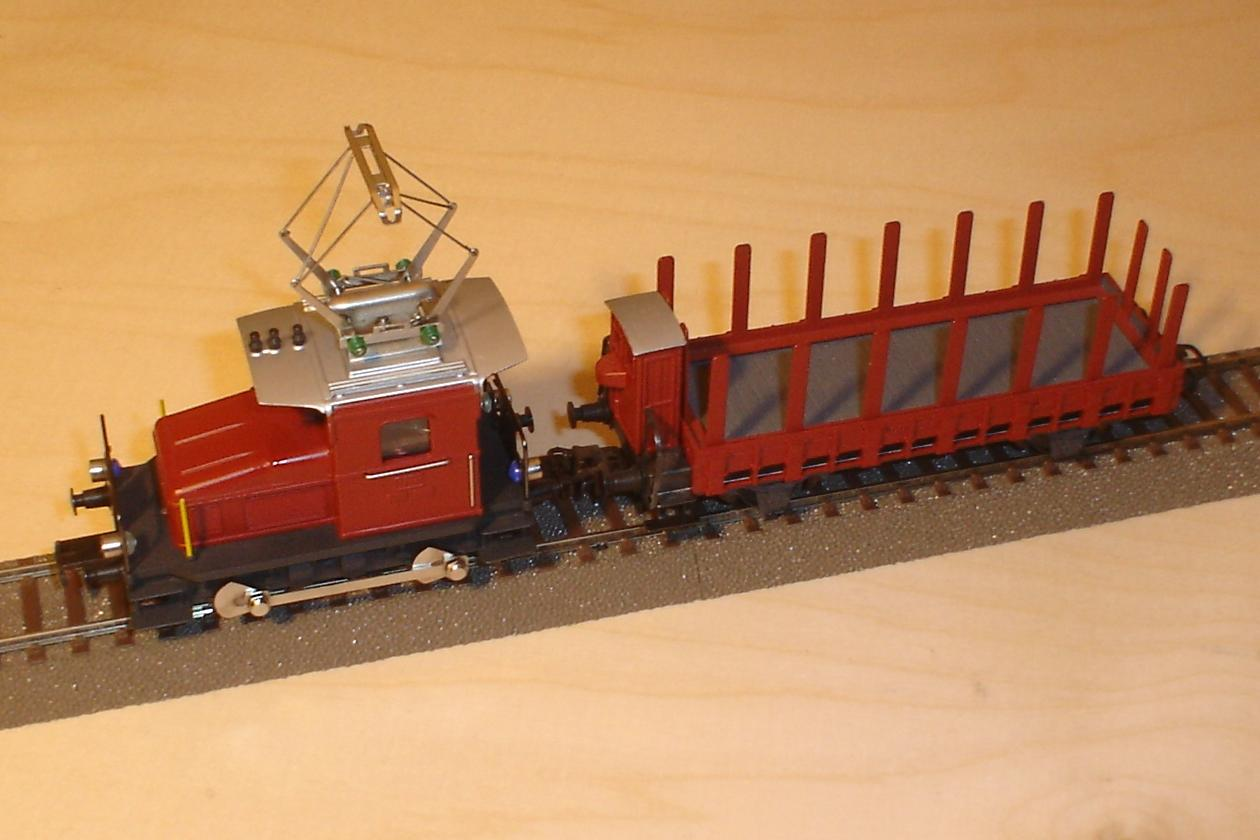
Die Modelle von Hag gelten als besonders robust und langlebig. Im Bild ein Schienentraktor mit einem 2-achsigen Niederbordwagen der SBB

Die HAG Modellbahnen GmbH, unabhängige Nachfolgefirma von HAG-Modelleisenbahnen AG, ist ein Schweizer Modellbahnhersteller mit Sitz in Stansstad.

## Geschichte
Standorte St. Gallen und Mörschwil
Das Unternehmen wurde 1944 von Hugo und Alwin Gahler in St. Gallen gegründet, aus den Namen entstand der Name „HAG“ als Abkürzung. Der Familienbetrieb wurde ab 1979 von Werner Gahler, dem Sohn von Alwin Gahler in 2. Generation geleitet. 1982 zog der Betrieb nach Mörschwil um. Per 1. Januar 2012 wurde die Firma Hag an die Firma Tekwiss Engineering aus Hagedorn verkauft. Die Ersatzteile der Fahrzeuge der älteren Generation wurden zeitgleich an den Amiba-Lokschuppen verkauft, wo sie auch weiterhin erhältlich sind. Werner Gahler betätigte sich bis Ende 2012 (Schliessung) noch in Teilzeit weiterhin für die Firma HAG Modelleisenbahnen durch die Betreuung des ehemaligen Fabrikladens in Mörschwil.
Standort Stansstad
Per Ende Oktober 2012 wurde der Produktionsstandort in Mörschwil mit dem Umzug nach Stansstad aufgegeben. Der neue Standort der neuen Firma ist seit Anfang November 2012 unter der Leitung von Heinz Urech.

### Entwicklung des Personalbestandes
Im Rahmen von kostensenkenden Massnahmen musste die Firma im Januar 2009 acht Mitarbeiter entlassen, nachdem diesbezüglich die natürliche Fluktuation nicht mehr ausreichte. Die Anzahl Mitarbeiter reduzierte sich damals auf 23. Zum Zeitpunkt der Übernahme durch die Firma Tekwiss Engineering beschäftigte HAG in Mörschwil am 1. Januar 2012 noch 12 Mitarbeiter. Durch die Aufgabe des Produktionsstandort in Mörschwil musste den verbliebenen 9 Mitarbeitern gekündigt werden.

### Entwicklung des Produktionsprogramm
HAG begann zunächst mit der Fertigung von Modelleisenbahnen in der Nenngrösse 0 für die Spur 0. Nachdem jedoch die Nachfrage nach der Spur 0 zu Beginn der 1950er Jahre durch die Konkurrenz der Spur H0 immer weiter abnahm, setzte HAG ab 1954 ebenfalls auf die Nenngrösse H0 und stellte die Produktion der Spur 0 bis 1957 vollständig ein.
Ein einziges Modell, eine Ae 4/7, wurde in der Nenngrösse N für die Spur N produziert.

### Aktuelles Produktionsprogramm
Aktuell angeboten wird ein Sortiment an Lokomotiven, Triebzügen, Reisezug- und Güterwagen für die Spur H0, fast ausschliesslich nach Schweizer Vorbildern. Die Modelle sind sowohl für das Zweileiter-Gleissystem wie auch für das Mittelleiter-Gleissystem erhältlich.